# オーデュボン市 (アイオワ州)
オーデュボン (Audubon) は、アメリカ合衆国アイオワ州オーデュボン郡の郡庁所在地の都市である。2010年のアメリカ国勢調査 (en) では人口2,176人と前回調査の2,382人(2000年実施分・en) から減少した。

## 歴史
市の名前の由来は ジョン・ジェームズ・オーデュボンといい、当時、イギリスやフランスでも著名だった鳥の研究家で博物画家である。

オーデュボン市の1908年11月当時の街並み。左端1本目のトの字型の交差点（2）にプレスビテリアン教会（外壁を二重線で引いた建物）、左下T字路（3）に#市立図書館ほか宝石店など商店がならぶ（アメリカ議会図書館収蔵 LOC sanborn02571 005-5）

オーデュボン市は1878年9月23日にシカゴ・ロック・アイランド・パシフィック鉄道が開き、同年10月15日に不動産の区画を競売にかけた総販売額は6,190ドルである。その年の12月6日に鉄道が開通し同月16日時点で住宅50軒のほか、銀行、雑貨店5軒、宝石店とレストラン各1軒、ホテル2軒、精肉店と鍛冶屋各3軒、馬具店と家畜厩舎各1軒、石炭販売店と材木屋各2軒、穀物サイロ1棟と穀物販売店3軒に加えて学校が建った。町を開いてたった4ヵ月後には急速な発展ぶりから、およそ20km 離れたエグザイラ (アイオワ州) (Exira) から郡庁を移転するという噂でもちきりとなる。翌1879年、鉄道会社はのちに郡庁舎となる建物を建設すると、オーデュボンに移転するなら向こう5年間、賃料を取らずに郡に貸すという。同年の総選挙で郡庁所在地のオーデュボン移転が承認される。 

オーデュボン市立図書館はアメリカゴシックの好例。1930年代にも外観は1912年完成当時のまま。（Audubon, Audubon County, IA HABS IOWA,5-AUD,1-2）。

町を開く責任を負った鉄道会社に対し、オーデュボンの成長の原動力はエセルバート・J・フリーマンが担った。エグザイラの住民として鉄道用地と市内の不動産販売を取り仕切り、またオーデュボンに引っ越した住民第1陣のひとりでもある。郡政ですでに顔をきかせておりオーデュボン初代市長になり、1880年には市制の施行による法人化で著名になる。フリーマンは市民銀行の株の半分を所有し消防署長を務め、1882年に水道が敷設されるとその管理者に、また1891年に発電所が置かれるとその所長も兼ねた。 
初代郵便局長はアーサー・L・サンボーンといい、1879年2月15日に任命される。郵便局の壁面には1942年にバージニア・スネデカー Virginia Snedeker が描いた壁画「オーデュボンのオハイオとミシシッピ川探査、1820年」が掲げてあり、連邦政府の委託事業として1934年から1943年にかけて製作されたもので、 財務省の旧絵画彫刻課、後の美術課と呼ばれる部署が監督した。1878年から1879年まで初めて学校で教えたのはロバート・ハンターで、やがて学校の規模と生徒数は増え続け、1887年の秋時点で教室8室に教師10名を揃えて、在籍する生徒は416人を数えた。1900年時点で都市として確立したいオーデュボン市はその後、成長が鈍っていく。1915年時点の記録によると、公立図書館、弁護士9名、医療専門家10名、3人の獣医3名、聖職7名、銀行家4名に加え、その他多くの企業が運営されている。 
オーデュボン市は1986年と2006年のアイオワ横断自転車ツーリング (RAGBRAI) の指定宿泊地である。

## 地理
10進数形式の経度と緯度の座標は41.720323、-94.928422である。 
アメリカ合衆国国勢調査局によると市の総面積4.87km2 (1.88平方マイル) で全域が陸部である。 

## 人口統計

### 2010年国勢調査
2010年の国勢調査時点で市内の総人口2,176人、総世帯数961世帯、586家族が住む。人口密度は446.9人/km2 (1,157.4人/1平方マイル)、全住宅個数1,106戸に対する住宅密集率は227.1戸/km2 (588.3戸/1平方マイル)。 人種構成は白人98.9％、アフリカ系アメリカ人0.2％、アメリカ先住民0.3％、アジア系0.2％および2人種以上の混血0.3％。ヒスパニックまたはラテン系は人口の0.7％。 
全961世帯のうち18歳未満の子供と同居する世帯26.0％、48.4％が婚姻関係の同居夫婦であり、非婚女性世帯主8.5％、非婚男性世帯主4.1％、非家族39.0％である。全世帯の36.6％が単身世帯で、65歳以上の独居は22％。全世帯の構成人数は平均2.18人、家族世帯は同2.82人である。 
市内人口の年齢中央値は47.5歳、18歳未満人口は住民の21.9％である。18歳から24歳5.4％、25歳から44歳19.5％、45歳から64歳24.6％、65歳以上は28.5％を占める。性別構成は男性46.5％、女性53.5％。

### 2000年国勢調査
2000年の国勢調査の時点で市内の人口2,382人、総世帯数1,035、646世帯が暮らし人口密度は522.6人/km² (1平方マイルあたり1,354.2人)、住宅1,107戸の住宅密集度は242.8戸/km² (1平方マイルあたり629.4戸) であった。都市の人種構成は白人99.33％、アフリカ系アメリカ人0.25％および2人種以上の混血0.42％。 ヒスパニックまたはラテン系は人口の0.34％を占める。 
1,035世帯のうち18歳未満の子どもと同居の世帯24.9％、婚姻関係の同居夫婦54.0％、非婚女性世帯主6.9％、非家族37.5％であった。全世帯の36.0％が単身世帯で、65歳以上の独居が23.1％を占める。全世帯平均の構成は2.18人、家族世帯平均は2.83人であった。 
年齢層：18歳未満22.8％、18歳から24歳4.9％、25歳から44歳20.8％、45歳から64歳20.2％、65歳以上31.3％。年齢の中央値は46歳。女性100人に対して男性82.0人。18歳以上の女性100人に対して男性は76.9人。 
オーデュボン市の世帯年収は平均3万3,068ドル、家族世帯で見ると同4万0,455ドルである。男性の平均年収3万1,071ドルに対し女性は同1万9,183ドル、この都市の一人当たり年収は2万0,128ドルである。家族の約5.9％と総人口の6.7％は貧困線以下の暮らしを送り、18歳未満の6.9％および65歳以上の7.1％を含む。 

## 文化と芸術活動

### 年間行事
- 4月最終土曜日：市の名前の由来であるジョン・ジェームズ・オーデュボンをたたえる祭り[7]。雄牛のアルバート
Albert the Bull

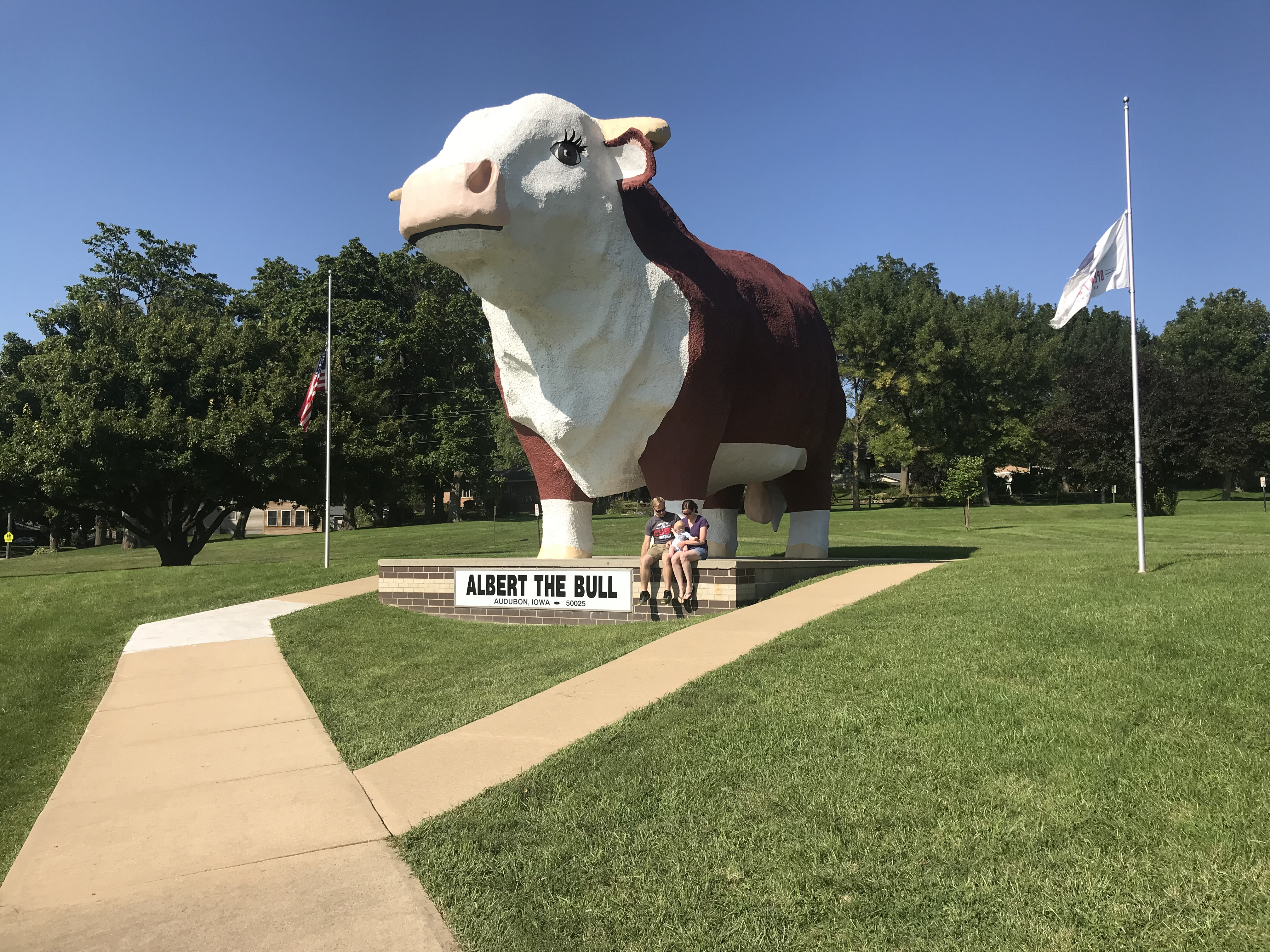
雄牛のアルバート
Albert the Bull

- 8月第一土曜日：OPERATION T-BONE オーデュボン市最大の祭り「オペレーション・ティーボーン」。T-Bone とはステーキ肉をさし、いちばんの目玉は畜産家によるオークション。またシカゴへ肉牛を積み出した T-Bone Trail (ステーキ肉の道) と呼ばれた鉄道輸送網を懐かしみ、かつて地域経済の基盤だった牧畜業への誇りも込められている。現在は廃線跡を「ティーボーン・トレイル」という自転車道路・遊歩道として整備、トレッキングとツーリングに人気がある。

### 名所と見どころ
市の命名の由来となったジョン・ジェームズ・オーデュボンの銅像は市内の中央公園にある。市内の散歩道にもオーデュボンが探求した野鳥にちなみ、この地域で観察できる鳥のモザイク画200点が路面にはめ込まれている。図柄はオーデュボン作『アメリカの鳥類』の挿絵から発想を得た。その他、#市立図書館、郵便局、市民会館にオーデュボンをたたえる壁画やステンドグラス（高さ6m超）が設置してある。
オーデュボン最大の名物は、名実ともに雄牛の像アルバート (Albert the Bull)。高さおよそ9m、重さ45t、州道71号線から見える巨大さで、日没後もライトアップしてある。肉牛の飼育で栄えた時代の象徴。

## 交通
州道71号線とインターステート80号線が通る。オーデュボン・カウンティ空港 (1945年開設) は市中心部から南へおよそ1.6km、滑走路2本の簡易飛行場で管制塔はない。2018年4月時点の年間利用統計によると週平均22便、内訳は民間機の寄航（57％）、域内の一般利用（43％）である。
街の起源となった鉄道駅は1990年代に廃止。廃線跡には「Tボーン・トレイル」(ステーキの道) の愛称がつき、「アメリカ歴史の道」の公認区間である。全長21マイル (34 km)、遊歩道兼自転車道として整備、開放している。

## 出身の著名人
- ウィリアム・R・グリーン William R. Green (1856–1947) アイオワ州第9選挙区出身の下院議員で当選9回[19]。
- ハロルド・カウフマン  Harold R. Kaufman (1926–2018) 受賞歴のある物理学者で大学教授、発明家[20]。
- チャールズ・テイラー・メイナット Charles Taylor Manatt (1936–2011) 民主党全国委員会の1981年–19 85年委員長[21][22]。
- C・W・マッコール C. W. McCall は1975年に郷里オーデュボン市のご当地ソングでシングルデビューしたカントリー・ウェスタン歌手で、ヒット曲「コンボイ」[23]がある[注 3]。本名ウィリアム・デイル・フライズ Jr. (1928年–)、広告代理店経営[24]。